# 五棵松站
五棵松站是一个位于中国北京市海淀区万寿路街道与永定路街道交界西四环中路、复兴路交叉路五棵松桥下方，属于北京地铁1号线的地铁车站。南水北调中线北京段西四环暗涵下穿该站。本站规划换乘18号线。

## 位置
这个站位于复兴路和西四环中路交汇处，属长安街沿线。

## 结构
- 五棵松站西侧站厅
（2016年5月摄）
- 五棵松站东侧站厅
（2021年3月摄）
- 五棵松站站台
（往玉泉路站方向）
（2010年5月摄）
- 五棵松站站台
（往万寿路站方向）
（2018年9月摄）

| 地面层          | 街道                                   | A-D出入口                        |
| 地下一层 站厅层 | 站厅                                   | 票务服务、自动售票机、一卡通充值 |
| 地下二层 站台层 |                                        | 1号线往古城（玉泉路）            |
| 地下二层 站台层 | 岛式站台，左侧開门                     |                                  |
| 地下二层 站台层 | 1号线往环球度假区（八通线） （万寿路） |                                  |

## 出入口
本站一共有7个出入口，B口处另有一个直通华熙LIVE·HI-UP地下一层的无编号出入口。
|                               |                |                                         |      |            |
| 编号                          | 指示           | 建议前往的目的地                        | 图片 | 无障碍设施 |
| 出口 · A                      | 复兴路（北侧） | 国家开放大学                            |      | 不適用     |
| 出口 · B · 1                  | 复兴路（北侧） | 华熙LIVE·五棵松、凯迪拉克中心、中国中车 |      | 不適用     |
| 出口 · B · 2                  | 复兴路（北侧） | 华熙LIVE·五棵松、凯迪拉克中心、中国中车 |      | 不適用     |
| 出口 · C · 1                  | 复兴路（南侧） | 中国人民解放军总医院                    |      | 不適用     |
| 出口 · C · 2 · 轮椅升降台标志 | 复兴路（南侧） | 中国人民解放军总医院                    |      |            |
| 出口 · D · 1 · 轮椅升降台标志 | 复兴路（南侧） | 北京亚泰饭店                            |      |            |
| 出口 · D · 2                  | 复兴路（南侧） | 北京亚泰饭店                            |      | 不適用     |
| 註： 設有輪椅升降台           |                |                                         |      |            |